# George Ford (Wasserballspieler)
George Ford (* 24. Februar 1993 in Subiaco City, Western Australia) ist ein australischer Wasserballspieler.

## Sportliche Karriere
Der 1,92 Meter große George Ford spielt auf der Position des Center-Verteidigers.
Fords erstes großes Turnier war die Weltmeisterschaft 2015, bei der die australische Mannschaft den achten Platz erreichte. Im Jahr darauf wurden die Australier Neunte beim olympischen Wasserballturnier 2016 in Rio de Janeiro. Ford erzielte ein Tor im Spiel gegen Ungarn.
Bei der Weltmeisterschaft 2017 belegten die Australier den siebten Rang. Zwei Jahre später bei der Weltmeisterschaft 2019 wurden die Australier Sechste, nachdem sie in der Platzierungsrunde die Griechen mit 9:8 bezwungen hatten. Bei den erst 2021 ausgetragenen Olympischen Spielen in Tokio verpassten die Australier das Viertelfinale nur aufgrund der schlechteren Tordifferenz gegenüber den Montenegrinern. In der Gesamtwertung wurden die Australier wie 2016 Neunte. Ford warf sein einziges Turniertor bei der Niederlage gegen Montenegro.
Nach einem elften Platz bei der Weltmeisterschaft 2022 wurden die Australier 2023 in Fukuoka Zehnte. 2024 in Doha belegten die Australier wieder den elften Platz.
George Ford spielte für die Torpedoes, das Team der University of Western Australia, war aber auch bereits in Kroatien und Spanien als Profi tätig. Sein zwei Jahre jüngerer Bruder Andrew Ford war bei den Olympischen Spielen in Tokio ebenfalls im australischen Wasserballteam.